# Categoría Primera A 1967
Die Categoría Primera A 1967 war die zwanzigste Austragung der kolumbianischen Fußballmeisterschaft. Die Meisterschaft konnte zum zweiten Mal Deportivo Cali vor Millonarios gewinnen. Torschützenkönig wurde der Argentinier José María Ferrero von Millonarios mit 38 Toren.
Es nahmen die gleichen 14 Mannschaften wie im Vorjahr teil.
Alle Mannschaften spielten viermal gegeneinander.

## Teilnehmer
Die folgenden Vereine nahmen an der Spielzeit 1967 teil.
| Mannschaft             | Stadt        | Departamento       |
| ---------------------- | ------------ | ------------------ |
| América de Cali        | Cali         | Valle del Cauca    |
| Atlético Nacional      | Medellín     | Antioquia          |
| Atlético Bucaramanga   | Bucaramanga  | Santander          |
| Once Caldas            | Manizales    | Caldas             |
| Deportivo Cali         | Cali         | Valle del Cauca    |
| Cúcuta Deportivo       | Cúcuta       | Norte de Santander |
| Independiente Santa Fe | Bogotá       | Bogotá             |
| Junior                 | Barranquilla | Atlántico          |
| Unión Magdalena        | Santa Marta  | Magdalena          |
| Independiente Medellín | Medellín     | Antioquia          |
| Millonarios            | Bogotá       | Bogotá             |
| Deportivo Pereira      | Pereira      | Risaralda          |
| Deportes Quindío       | Armenia      | Quindío            |
| Deportes Tolima        | Ibagué       | Tolima             |

## Tabelle
| Pl. | Verein                 | Sp. | S  | U  | N  | Tore    | Diff. | Punkte |
| --- | ---------------------- | --- | -- | -- | -- | ------- | ----- | ------ |
| 1.  | Deportivo Cali         | 52  | 29 | 15 | 8  | 089:480 | +41   | 73:31  |
| 2.  | Millonarios            | 52  | 26 | 13 | 13 | 109:740 | +35   | 65:39  |
| 3.  | América de Cali        | 52  | 20 | 21 | 11 | 085:690 | +16   | 61:43  |
| 4.  | Deportivo Pereira      | 52  | 19 | 22 | 11 | 088:730 | +15   | 60:44  |
| 5.  | Junior                 | 52  | 24 | 11 | 17 | 080:640 | +16   | 59:45  |
| 6.  | Santa Fe (M)           | 52  | 19 | 15 | 18 | 087:790 | +8    | 53:51  |
| 7.  | Deportes Quindío       | 52  | 16 | 18 | 18 | 079:820 | −3    | 50:54  |
| 8.  | Cúcuta Deportivo       | 52  | 16 | 17 | 19 | 068:770 | −9    | 49:55  |
| 9.  | Independiente Medellín | 52  | 16 | 17 | 19 | 071:830 | −12   | 49:55  |
| 10. | Unión Magdalena        | 52  | 15 | 17 | 20 | 094:960 | −2    | 47:57  |
| 11. | Atlético Nacional      | 52  | 14 | 19 | 19 | 075:810 | −6    | 47:57  |
| 12. | Atlético Bucaramanga   | 52  | 14 | 17 | 21 | 057:770 | −20   | 45:59  |
| 13. | Once Caldas            | 52  | 13 | 13 | 26 | 077:920 | −15   | 39:65  |
| 14. | Deportes Tolima        | 52  | 7  | 17 | 28 | 046:110 | −64   | 31:73  |

| (M) | Meister 1966: Santa Fe |

## Torschützenliste
| Pl. | Spieler            | Mannschaft        | Tore |
| --- | ------------------ | ----------------- | ---- |
| 1.  | José María Ferrero | Millonarios       | 38   |
| 2.  | Julio San Lorenzo  | América de Cali   | 24   |
| 3.  | Ramón Rodríguez    | Deportivo Pereira | 23   |